# Französische Rugby-Union-Meisterschaft 1950/51
Die Saison 1950/51 war die 52. Austragung der französischen Rugby-Union-Meisterschaft (französisch Championnat de France de rugby à XV). Sie umfasste 48 Mannschaften in der ersten Division (heutige Top 14).
Die Meisterschaft begann mit der Vorqualifikation, bei der in acht Gruppen je vier Teams der zweiten Division aufeinander trafen und zwei Startplätze für die erste Gruppenphase unter sich ausmachten. Anschließend gab es in der ersten Gruppenphase sechs Gruppen mit je acht Mannschaften. In diesen qualifizierten sich die Erst- bis Viertplatzierten für die zweite Gruppenphase. Diese wiederum bestand aus acht Gruppen mit je drei Mannschaften, wobei die Erstplatzierten in die Finalphase einzogen. Es folgten Viertel- und Halbfinale. Im Endspiel, das am 20. Mai 1951 im Stadium Municipal in Toulouse stattfand, trafen die zwei Halbfinalsieger aufeinander und spielten um den Bouclier de Brennus. Dabei setzte sich die US Carmaux gegen Stadoceste Tarbais durch und errang den einzigen Meistertitel ihrer Vereinsgeschichte. Es gab keine Absteiger.

## Vorqualifikation
|    | Team               |
| -- | ------------------ |
| 1. | AS Bort-les-Orgues |
| 2. | CASG Paris         |
| 3. | Stade Dijonnais    |
| 4. | Stade Poitevin     |

|    | Team            |
| -- | --------------- |
| 1. | SU Agen         |
| 2. | FC Oloron       |
| 3. | SC Pamiers      |
| 4. | Stade Hendayais |

|    | Team                  |
| -- | --------------------- |
| 1. | US Marmande           |
| 2. | Paris Université Club |
| 3. | UA Gujan-Mestras      |
| 4. | SA Mauléon            |

|    | Team               |
| -- | ------------------ |
| 1. | Stade Lavelanétien |
| 2. | US Bergerac        |
| 3. | CAO Espéraza       |
| 4. | JO Prades          |

|    | Team                |
| -- | ------------------- |
| 1. | SC Albi             |
| 2. | UA Libourne         |
| 3. | SC Graulhet         |
| 4. | Stade Montluçonnais |

|    | Team               |
| -- | ------------------ |
| 1. | CO Le Creusot      |
| 2. | UMS Montélimar     |
| 3. | FC Grenoble        |
| 4. | CS Lons-le-Saunier |

|    | Team            |
| -- | --------------- |
| 1. | Stade Bordelais |
| 2. | US Tyrosse      |
| 3. | CA Lannemezan   |
| 4. | SC Decazeville  |

|    | Team              |
| -- | ----------------- |
| 1. | AS Roanne         |
| 2. | US Bressane       |
| 3. | US Annecy         |
| 4. | Stade Aurillacois |

## Erste Gruppenphase
|    | Team               | Siege | Unent. | Ndlg. | Spiel- punkte | Diff. | Tabellen- punkte |
| -- | ------------------ | ----- | ------ | ----- | ------------- | ----- | ---------------- |
| 1. | Stade Montois      | 8     | 2      | 4     | 97:54         | + 43  | 32               |
| 2. | US Cognac          | 7     | 4      | 3     | 78:35         | + 43  | 32               |
| 3. | Castres Olympique  | 7     | 3      | 4     | 75:49         | + 26  | 31               |
| 4. | US Bergerac        | 7     | 3      | 4     | 70:61         | + 9   | 31               |
| 5. | AS Béziers         | 8     | 1      | 5     | 111:77        | + 34  | 31               |
| 6. | SC Mazamet         | 5     | 2      | 7     | 70:64         | + 6   | 26               |
| 7. | US Marmande        | 2     | 4      | 8     | 44:86         | − 42  | 22               |
| 8. | AS Bort-les-Orgues | 1     | 3      | 10    | 26:145        | − 119 | 19               |

|    | Team                  | Siege | Unent. | Ndlg. | Spiel- punkte | Diff. | Tabellen- punkte |
| -- | --------------------- | ----- | ------ | ----- | ------------- | ----- | ---------------- |
| 1. | Stade Toulousain      | 11    | 1      | 2     | 141:35        | + 106 | 37               |
| 2. | CS Vienne             | 10    | 1      | 3     | 123:46        | + 77  | 35               |
| 3. | CA Périgueux          | 8     | 3      | 3     | 73:92         | − 19  | 33               |
| 4. | Racing Club de France | 6     | 3      | 5     | 84:65         | + 19  | 29               |
| 5. | FC Auch               | 5     | 2      | 6     | 54:52         | + 2   | 25               |
| 6. | CO Le Creusot         | 3     | 3      | 7     | 58:121        | − 63  | 22               |
| 7. | AS Roanne             | 2     | 2      | 10    | 37:123        | − 86  | 20               |
| 8. | Stade Bordelais       | 2     | 1      | 11    | 40:76         | − 36  | 19               |

|    | Team               | Siege | Unent. | Ndlg. | Spiel- punkte | Diff. | Tabellen- punkte |
| -- | ------------------ | ----- | ------ | ----- | ------------- | ----- | ---------------- |
| 1. | FC Lourdes         | 12    | 2      | 0     | 200:38        | + 162 | 40               |
| 2. | Stadoceste Tarbais | 7     | 4      | 3     | 122:24        | + 98  | 32               |
| 3. | Section Paloise    | 7     | 4      | 3     | 91:47         | + 44  | 32               |
| 4. | SC Angoulême       | 4     | 5      | 5     | 48:54         | − 6   | 27               |
| 5. | Stade Rochelais    | 6     | 2      | 6     | 84:87         | − 3   | 28               |
| 6. | FC Oloron          | 4     | 2      | 8     | 38:131        | − 93  | 24               |
| 7. | SC Albi            | 3     | 3      | 8     | 57:119        | − 62  | 23               |
| 8. | UA Libourne        | 1     | 2      | 11    | 6:146         | − 140 | 18               |

|    | Team            | Siege | Unent. | Ndlg. | Spiel- punkte | Diff. | Tabellen- punkte |
| -- | --------------- | ----- | ------ | ----- | ------------- | ----- | ---------------- |
| 1. | Lyon OU         | 10    | 2      | 2     | 98:50         | + 48  | 36               |
| 2. | AS Montferrand  | 9     | 2      | 3     | 138:74        | + 64  | 34               |
| 3. | RC Toulon       | 8     | 2      | 4     | 99:61         | + 38  | 32               |
| 4. | US Romans       | 6     | 3      | 5     | 86:74         | + 12  | 29               |
| 5. | UMS Montélimar  | 4     | 4      | 6     | 48:68         | − 20  | 26               |
| 6. | Valence Sportif | 3     | 5      | 5     | 75:97         | − 22  | 24               |
| 7. | US Bressane     | 2     | 4      | 7     | 59:126        | − 67  | 21               |
| 8. | RC Vichy        | 2     | 0      | 12    | 74:127        | − 53  | 18               |

|    | Team                  | Siege | Unent. | Ndlg. | Spiel- punkte | Diff. | Tabellen- punkte |
| -- | --------------------- | ----- | ------ | ----- | ------------- | ----- | ---------------- |
| 1. | CA Bègles             | 11    | 0      | 3     | 99:67         | + 32  | 36               |
| 2. | USA Perpignan         | 8     | 2      | 4     | 113:57        | + 56  | 32               |
| 3. | CA Brive              | 8     | 1      | 5     | 95:66         | + 29  | 31               |
| 4. | US Montauban          | 6     | 4      | 4     | 76:48         | + 28  | 30               |
| 5. | US Tyrosse            | 5     | 1      | 8     | 83:65         | + 18  | 25               |
| 6. | Aviron Bayonnais      | 5     | 1      | 8     | 90:91         | − 1   | 25               |
| 7. | AS Soustons           | 4     | 3      | 7     | 34:82         | − 48  | 25               |
| 8. | Paris Université Club | 2     | 2      | 10    | 33:147        | − 114 | 20               |

|    | Team               | Siege | Unent. | Ndlg. | Spiel- punkte | Diff. | Tabellen- punkte |
| -- | ------------------ | ----- | ------ | ----- | ------------- | ----- | ---------------- |
| 1. | SU Agen            | 10    | 0      | 4     | 143:57        | + 86  | xx               |
| 2. | USA Limoges        | 9     | 2      | 3     | 91:51         | + 40  | xx               |
| 3. | US Carmaux         | 8     | 3      | 3     | 66:45         | + 21  | xx               |
| 4. | Biarritz Olympique | 7     | 2      | 5     | 77:70         | + 7   | xx               |
| 5. | US Dax             | 6     | 2      | 6     | 66:72         | − 6   | xx               |
| 6. | RC Narbonne        | 5     | 1      | 8     | 59:76         | − 17  | xx               |
| 7. | Stade Lavelanétien | 4     | 2      | 8     | 60:87         | − 27  | xx               |
| 8. | CASG Paris         | 0     | 2      | 12    | 35:139        | − 104 | xx               |

## Zweite Gruppenphase
|    | Team        | Siege | Unent. | Ndlg. | Spiel- punkte | Diff. | Tabellen- punkte |
| -- | ----------- | ----- | ------ | ----- | ------------- | ----- | ---------------- |
| 1. | FC Lourdes  | 2     | 0      | 0     | 40:3          | + 37  | 6                |
| 2. | US Bergerac | 0     | 1      | 1     | 0:16          | − 16  | 3                |
| 3. | CA Brive    | 0     | 1      | 1     | 3:24          | − 21  | 3                |

|    | Team             | Siege | Unent. | Ndlg. | Spiel- punkte | Diff. | Tabellen- punkte |
| -- | ---------------- | ----- | ------ | ----- | ------------- | ----- | ---------------- |
| 1. | RC Toulon        | 1     | 1      | 0     | 3:0           | + 3   | 5                |
| 2. | Stade Toulousain | 1     | 0      | 1     | 14:3          | + 11  | 4                |
| 3. | CA Périgueux     | 0     | 1      | 1     | 0:14          | − 14  | 3                |

|    | Team              | Siege | Unent. | Ndlg. | Spiel- punkte | Diff. | Tabellen- punkte |
| -- | ----------------- | ----- | ------ | ----- | ------------- | ----- | ---------------- |
| 1. | Lyon OU           | 1     | 1      | 0     | 11:6          | + 5   | 5                |
| 2. | Section Paloise   | 0     | 2      | 0     | 8:8           | ± 0   | 4                |
| 3. | Castres Olympique | 0     | 1      | 1     | 8:13          | − 5   | 3                |

|    | Team                  | Siege | Unent. | Ndlg. | Spiel- punkte | Diff. | Tabellen- punkte |
| -- | --------------------- | ----- | ------ | ----- | ------------- | ----- | ---------------- |
| 1. | US Carmaux            | 1     | 1      | 0     | 9:6           | + 3   | 5                |
| 2. | CA Bègles             | 1     | 0      | 1     | 14:14         | ± 0   | 4                |
| 3. | Racing Club de France | 0     | 1      | 1     | 11:14         | − 3   | 3                |

|    | Team         | Siege | Unent. | Ndlg. | Spiel- punkte | Diff. | Tabellen- punkte |
| -- | ------------ | ----- | ------ | ----- | ------------- | ----- | ---------------- |
| 1. | SU Agen      | 1     | 1      | 0     | 12:9          | + 3   | 5                |
| 2. | US Montauban | 1     | 1      | 0     | 9:6           | + 3   | 5                |
| 3. | US Cognac    | 0     | 0      | 2     | 3:9           | − 6   | 2                |

|    | Team               | Siege | Unent. | Ndlg. | Spiel- punkte | Diff. | Tabellen- punkte |
| -- | ------------------ | ----- | ------ | ----- | ------------- | ----- | ---------------- |
| 1. | USA Perpignan      | 2     | 0      | 0     | 19:13         | + 6   | 6                |
| 2. | Biarritz Olympique | 1     | 0      | 1     | 9:5           | + 4   | 4                |
| 3. | Stade Montois      | 0     | 0      | 2     | 13:23         | − 10  | 2                |

|    | Team               | Siege | Unent. | Ndlg. | Spiel- punkte | Diff. | Tabellen- punkte |
| -- | ------------------ | ----- | ------ | ----- | ------------- | ----- | ---------------- |
| 1. | Stadoceste Tarbais | 1     | 1      | 0     | 10:0          | + 10  | 5                |
| 2. | CS Vienne          | 1     | 1      | 0     | 3:0           | + 3   | 5                |
| 3. | US Romans          | 0     | 0      | 2     | 0:13          | − 13  | 2                |

|    | Team           | Siege | Unent. | Ndlg. | Spiel- punkte | Diff. | Tabellen- punkte |
| -- | -------------- | ----- | ------ | ----- | ------------- | ----- | ---------------- |
| 1. | AS Montferrand | 2     | 0      | 0     | 24:6          | + 18  | 6                |
| 2. | USA Limoges    | 1     | 0      | 1     | 6:18          | − 12  | 4                |
| 3. | SC Angoulême   | 0     | 0      | 2     | 11:17         | − 6   | 2                |

## Finalphase

### Viertelfinale
| Datum       | Begegnung                      | Ergebnis |
| ----------- | ------------------------------ | -------- |
| 6. Mai 1951 | US Carmaux – SU Agen           | 5:0      |
| 6. Mai 1951 | AS Montferrand – FC Lourdes    | 6:0      |
| 6. Mai 1951 | Stadoceste Tarbais – RC Toulon | 6:3      |
| 6. Mai 1951 | USA Perpignan – Lyon OU        | 5:0      |

### Halbfinale
| Datum        | Begegnung                          | Ergebnis |
| ------------ | ---------------------------------- | -------- |
| 13. Mai 1951 | US Carmaux – AS Montferrand        | 11:9     |
| 13. Mai 1951 | Stadoceste Tarbais – USA Perpignan | 15:0     |

### Finale
| 20. Mai 1951 | US Carmaux                                                 | 14 : 12 n. V. | Stadoceste Tarbais                            | Stadium Municipal, Toulouse Zuschauer: 39.450 Schiedsrichter: Jean Rous |
| 20. Mai 1951 | Versuche: Aué (1) Erhöhungen: Aué (1) Straftritte: Aué (3) | Bericht       | Versuche: Lavantes (1) Dropgoals: Chaubet (3) | Stadium Municipal, Toulouse Zuschauer: 39.450 Schiedsrichter: Jean Rous |

Aufstellungen
US Carmaux: Louis Aué, Jean-Marie Bes, Raymond Carrère, Francis Cassou, Georges Cassou, Louis Combettes, Alexis Dalla-Riva, René Deleris, Jean Gervais, Gustave Golaszewski, Gérard Lasmolles, René Pagès, René Pailhous, Jean Régis, Jacques Sagols
Stadoceste Tarbais: Adrien Abadie, Albert Bagnères, Robert Bel, Maurice Cazaux, René Chaubet, Lucien Dufourc, Joseph Dutrey, Albert Fourcade, Marc Laffitte, Albert Lavantes, Gilbert Paradge, Armand Save, René Soulet, Louis Suberbie, Serge Tonus